# Rajko Muršič
Rajko Muršič, slovenski etnolog in pedagog, * 1963, Maribor.
Predava na Oddelku za etnologijo in kulturno antropologijo Filozofske fakultete v Ljubljani